# Кок, Карин
Карин Кок-Ли́ндберг (швед. Karin Kock-Lindberg; 2 июля 1891, Клара, Стокгольмское обер-губернаторство — 28 июля 1976, Кунгсхольм, Стокгольм) — шведский экономист, политический и государственный деятель. Член Социал-демократической рабочей партии Швеции. Первая женщина на министерском посту в истории Швеции (апрель 1947). Профессор экономики (1945).

## Биография
Карин Кок родилась 2 июля 1891 года в Стокгольме. Училась в Лондонской школе экономики, затем в Стокгольмском университете, где в 1929 году защитила докторскую диссертацию на тему  «Исследование процентных ставок».
В 1933 году назначена доцентом в Стокгольмском университете. В 1945 году назначена профессором экономики.
Была членом Либеральной народной партии. В 1930-е годы вступила в Социал-демократическую рабочую партию Швеции.
В 1926—1933 годах была председателем Федерации женщин с университетским образованием (Akademiskt bildade kvinnors förening, ABKF), в 1942—1947 годах — заместителем председателя центрального комитета. Была вице-президентом Международной федерации женщин с университетским образованием (IFUW). В 1936 году стала председателем Федерации шведских женских организаций (Svenska kvinnoföreningars samarbetskommitté). В 1944 году возглавила Лигу сотрудничества женщин-предпринимательниц и женщин свободных профессий (Yrkeskvinnors samarbetsförbund, YSF).
Осенью 1945 года была делегатом на международной профсоюзной конференции в Париже.
В 1947 году возглавила бюро в министерстве торговли, а после его реорганизации в том же году назначена министром (без портфеля) по экономическим вопросам в правительстве Таге Фритьоф Эрландер. Стала первой женщиной на министерском посту в истории Швеции. 29 октября 1948 года получила портфель министра народного хозяйства, сменила Гуннара Стренга, назначенного министром сельского хозяйства Швеции. Министерство народного хозяйства было создано в годы Второй мировой войны и отвечало за рационирование, одним из способов которого была карточная система.
В 1950—1957 годах — директор Статистического управления Швеции. В 1956 году стала членом Американской статистической ассоциации, в 1958 году избрана членом Международного статистического института.
Возглавляла делегацию Швеции в Европейской экономической комиссии ООН.
В 1930 году встречалась в литературном салоне Ады Нильссон с советским послом Александрой Коллонтай. 26 марта 1951 года с мужем посетила Москву в качестве гостьи шведского посла.

## Личная жизнь
В 1936 году вышла замуж за популярного адвоката и публициста, защищавшего политических заключённых, Хуго Линдберга (Hugo Lindberg; 1887—1966). Будучи студентом, Хуго Линдберг по поручению руководителя левого крыла социал-демократической партии Швеции Хинке Бергегрена в декабре 1907 года был гидом вождя российской революции Ленина по Стокгольму и сопровождал его в Королевскую библиотеку.